# Stazione di Dalston Junction
La stazione di Dalston Junction  è una stazione ferroviaria situata sulla ferrovia East London, a servizio di Dalston, quartiere facente parte del borgo londinese di Hackney.

## Storia

### Dal 1867 al 1923
Quando la East & West India Docks & Birmingham Junction Railway (dal 1853 nota come la North London Railway, NLR) iniziò le operazioni il 26 settembre 1850, condivideva il capolinea di Londra alla stazione di Fenchurch Street con la London and Blackwall Railway. Questo costringeva la linea a un percorso tortuoso, scomodo per i passeggeri diretti alla City. La NLR chiese quindi al Parlamento l'autorizzazione a costruire un'estensione di due miglia fra Dalston e una nuova stazione a Broad Street, adiacente alla stazione di Liverpool Street. L'autorizzazione fu concessa nel 1861.  Questa estensione fu denominata North London Line City Branch e fu inaugurata nel novembre 1865.
A Dalston si trovava un bivio verso ovest per i treni diretti verso Willesden, Richmond e Watford, mentre verso est fu costruito un altro bivio per i treni in direzione di Hackney, Bow e East India Road. La nuova stazione di Dalston Junction fu costruita immediatamente a nord del bivio dove i due rami convergevano.
La linea a sud di Dalston aveva tre binari, ma nel 1874 fu costruito un quarto binario. La stazione aveva sei banchine, due per i servizi verso est in direzione di Poplar e quattro per tutti i servizi in direzione ovest. Tutte le banchine avevano tettoie e sale d'attesa, ma non c'era un tetto che coprisse l'intera stazione.
L'edificio della stazione era collocato su Dalston Lane ed era arretrato rispetto alla strada, dalla quale lo separava una cancellata in ferro. L'ingresso principale aveva tre arcate che conducevano alla biglietteria. Da qui i passeggeri accedevano ai cancelli presidiati dal personale addetto al controllo dei biglietti e svoltavano a sinistra per le banchine in direzione di Poplar o a destra per tutte le altre banchine. Un cavalcavia pedonale coperto da una tettoia in vetro collegava l'estremità nord di tutte le banchine.
C'era un ingresso sud su Rosemary Place e un secondo cavalcavia che collegava le sei banchine.
Nel 1916 i due binari ovest vennero elettrificati per i servizi tra Broad Street e Richmond; i due gruppi di binari furono denominati rispettivamente gruppo numero 1 "Steam" (sul lato est del viadotto) e gruppo numero 2 "Electrics" (sul lato ovest). La stazione aveva un deposito merci, gestito dalla London and North Western Railway (LNWR), cui si accedeva dal bivio est.
La NLR passò nel febbraio 1909 sotto il controllo della LNWR, anche se continuò a esistere come entità separata fino al 1922.

### London Midland & Scottish Railway (1923-1948)
In seguito alla legge (il Railways Act) sul raggruppamento delle compagnie ferroviarie del 1921, la stazione passò sotto il controllo della London, Midland and Scottish Railway.
I servizi domenicali per Poplar vennero ritirati il 29 gennaio 1940. I servizi per Kew Bridge vennero soppressi nel settembre 1939. Tutti i servizi per Poplar cessarono il 15 maggio 1944, anche se un servizio di autobus sostitutivi continuò fino al 23 aprile 1945. Questo segnò la fine dei servizi passeggeri sulle banchine del lato est, anche se il traffico merci continuò a usare i binari orientali fino alla chiusura dei depositi merci di Broad Street e Shoreditch.

### Nazionalizzazione (1948-1986)
Dopo la nazionalizzazione delle ferrovie, avvenuta il 1º gennaio 1948, Dalston Junction fu gestita dalla British Railways e faceva parte della regione London Midland. Durante la ristrutturazione della stazione di Euston nei primi anni sessanta, un certo numero di treni pendolari furono deviati su Broad Street via Dalston Junction.
Gli ultimi treni merci a utilizzare le banchine 5 e 6 transitarono il 1º marzo 1965, e la chiusura del bivio est seguì il 4 luglio 1966. Gli edifici di superficie originali furono demoliti nel gennaio 1970. A sud di Dalston, il binario n. 1 per treni a vapore in direzione nord cessò le operazioni il 2 gennaio 1966 e quello in direzione sud il 5 novembre 1969. I binari furono rimossi nei primi anni settanta.
La stazione continuò a essere servita da quattro binari fino all'8 novembre 1976, quando i servizi in ora di punta per destinazioni quali Hertford North furono ritirati. Quando la British Railways fu suddivisa in settori nel 1982, Dalston Junction fu gestita dal settore London & South Eastern, che il 10 giugno 1986 iniziò ad operare come Network South East. Il traffico sulla linea per la City era andato calando da molti anni e l'area della stazione di Broad Street era stata venduta per un progetto di riqualificazione edilizia. La sezione fra Dalston Junction e Broad Street fu chiusa il 30 giugno 1986 e i binari elettrificati furono rimossi poco tempo dopo.

### Dopo la chiusura (1986-2010)
Il tracciato dei binari ovest che passava attraverso la stazione rimase abbandonato e coperto di vegetazione fino che non venne riutilizzato per l'estensione della linea East London nel 2010. L'ex sito delle banchine est fu occupato per un certo periodo da un deposito di rottami. In seguito, nel 2010, nell'area fu realizzato un piccolo giardino ad uso della comunità locale, noto come Dalston Eastern Curve Garden.

### La nuova stazione (2010-oggi)
La ricostruzione della stazione come parte della rete del London Overground sulla linea East London iniziò nel 2005 con lo sgombero dell'area della ex stazione. Dalston Junction fu riaperta il 27 aprile 2010 con un servizio limitato in direzione sud per New Cross e New Cross Gate. I servizi regolari iniziarono il 23 maggio 2010.
La nuova stazione ha due banchine a isola, che servono entrambe sul lato esterno i servizi passanti e sul lato interno i servizi che terminano a Dalston Junction in due binari tronchi. Le nuove banchine si trovano ora in galleria costruita in trincea con il metodo cut-and-cover e l'intera stazione è situata sotto un nuovo complesso edilizio.
Dei due raccordi a nord della stazione, quello occidentale è stato riaperto il 28 febbraio 2011 per i servizi della linea East London fino a Highbury & Islington. Fino a quel momento Dalston Junction era stata temporaneamente il capolinea nord della ELL. Sebbene l'area del raccordo orientale sia stata riservata per una eventuale riapertura del collegamento con la linea North London in direzione di Stratford, è improbabile che ciò avvenga, dato che sarebbe necessaria una completa ricostruzione del tracciato.

### Sviluppi futuri
È stata proposta la costruzione di una stazione a Dalston sulla progettata linea Crossrail 2, nel caso che questa venga costruita.

## Incidenti
Il 27 ottobre 1899 una donna di nome Louise Massett assassinò il suo bambino nei bagni della stazione. Massett fu la prima persona giustiziata nel Regno Unito nel ventesimo secolo.

## Strutture e impianti
Dalston Junction è situata all'incrocio di Dalston Lane, Kingsland Road e Balls Pond Road. La stazione si trova in un breve tratto di galleria subito a nord del Kingsland Viaduct. Ha quattro binari, di cui due passanti e due tronchi, e due banchine a isola. Le banchine sono accessibili per mezzo di ascensori e scale.
Si trova nella Travelcard Zone 2 .

## Movimento
La stazione di Dalston Junction è servita dalla linea Windrush del servizio della London Overground.
Le frequenze tipiche in orari di morbida sono:
- 4 treni per ora per New Cross
- 4 treni per ora per Clapham Junction
- 4 treni per ora per Crystal Palace
- 4 treni per ora per West Croydon
- 8 treni per ora per Highbury & Islington
- 8 treni per ora da Clapham Junction o New Cross fanno capolinea nella stazione.

## Interscambi
Nelle vicinanze della stazione effettuano fermata alcune linee automobilistiche urbane, gestite da London Buses.
- Fermata autobus

## Nella cultura di massa
Alcune scene del film del 1959 I giovani arrabbiati, di Tony Richardson, furono girate nella stazione. La festa per la presentazione del film fu organizzata nel buffet della stazione stessa.

## Galleria d'immagini

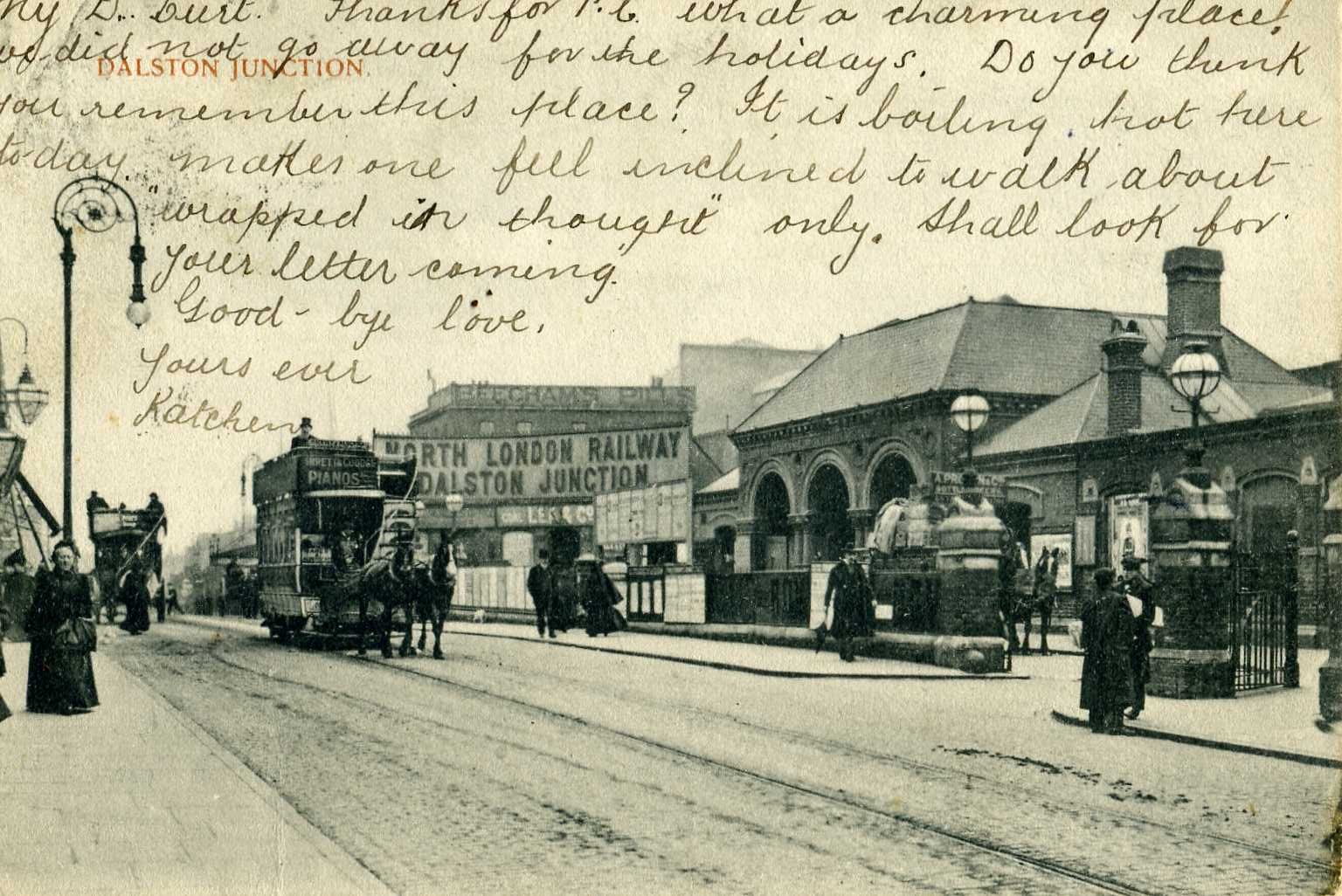
Dalston Junction intorno al 1905 in una cartolina dell'epoca
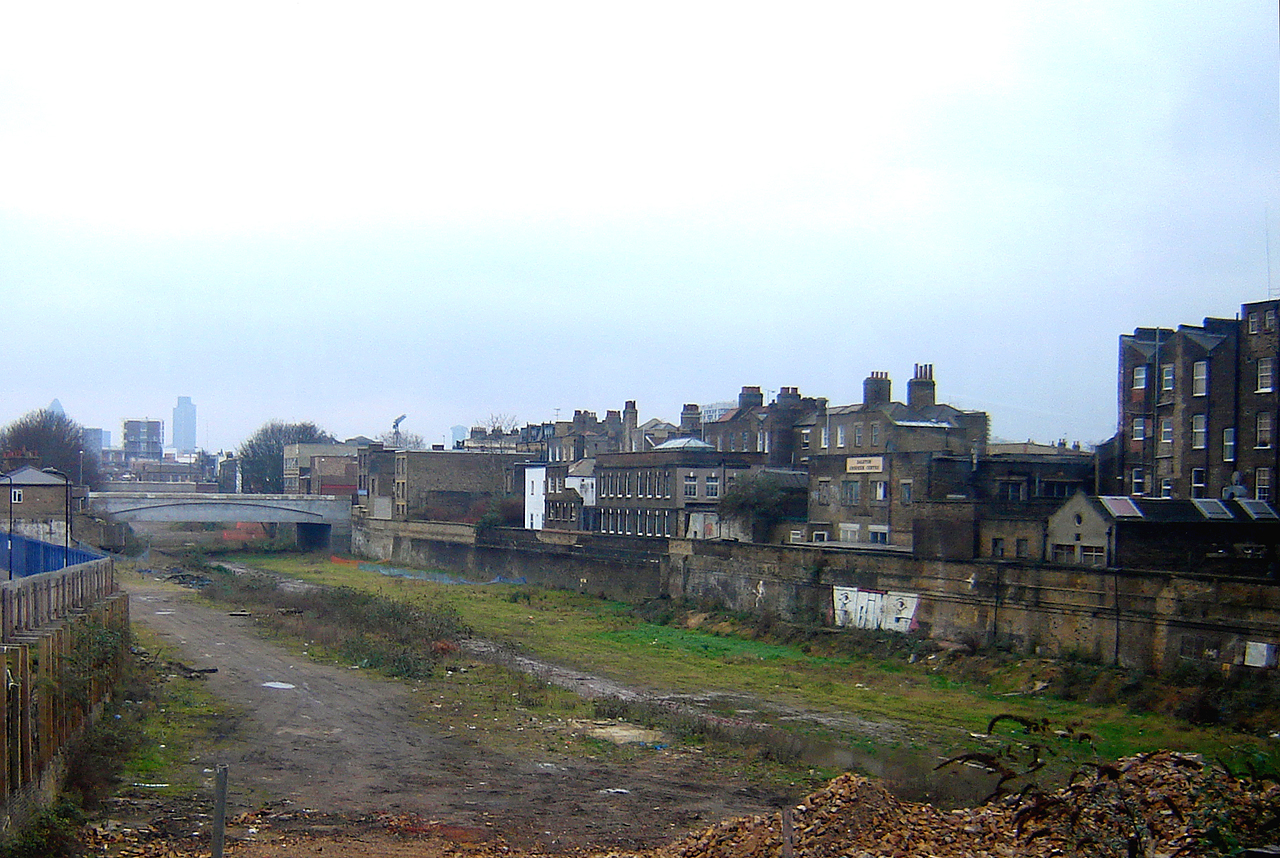
Sito della stazione spianato, 2006
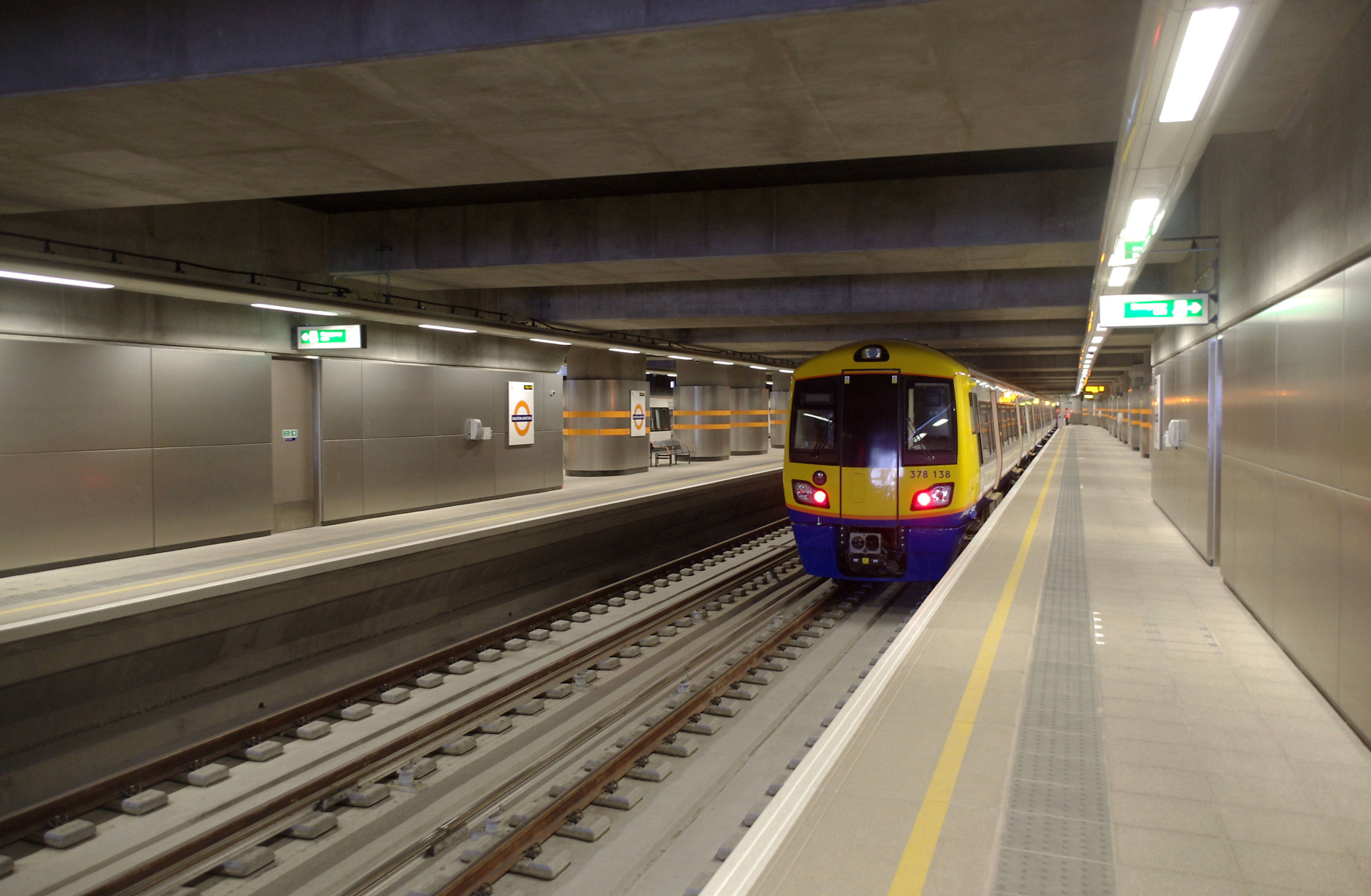
Le nuove banchine
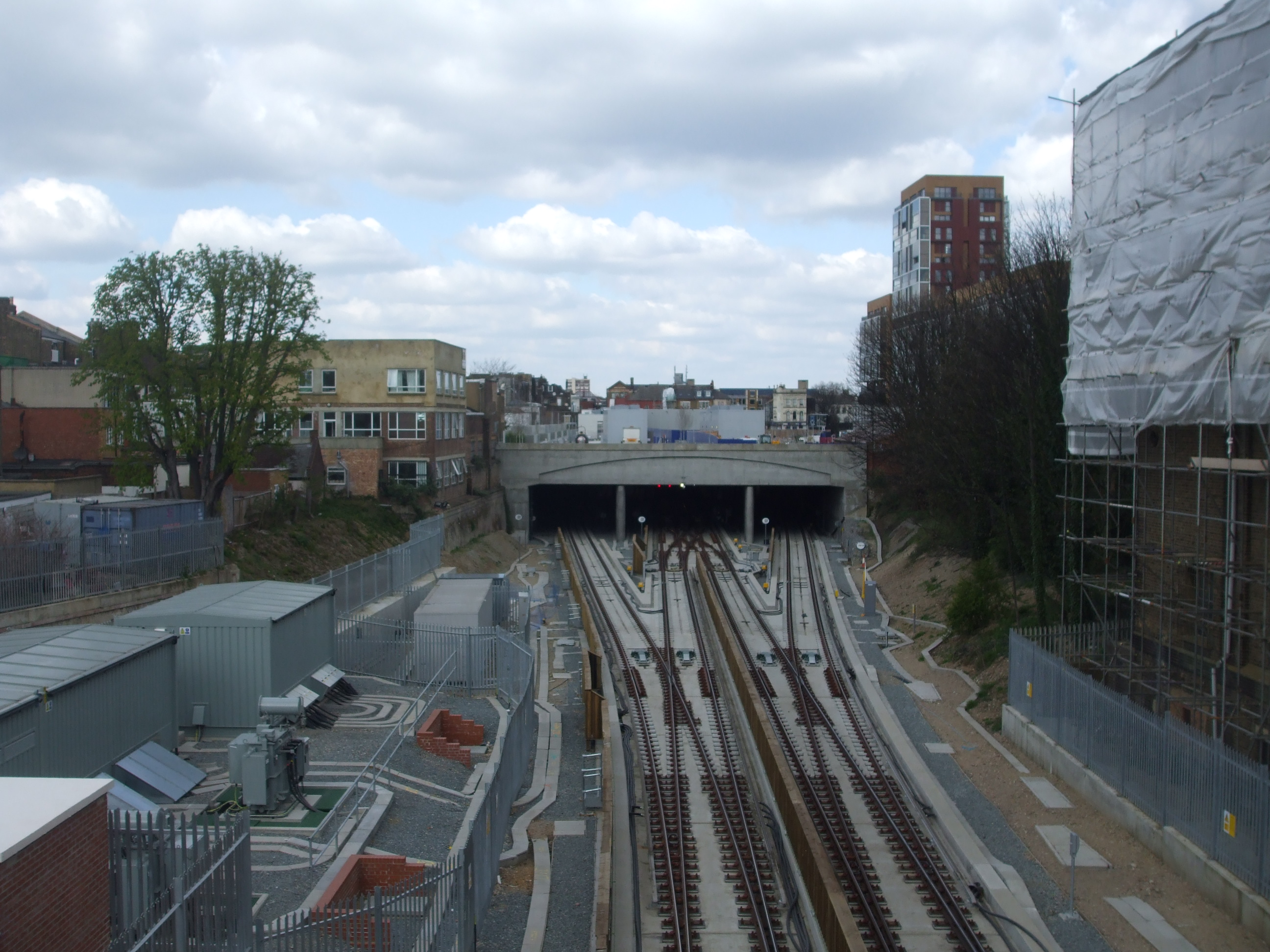
Vista dei binari da sud, 2010